# اصل اول قانون اساسی ایالات متحده آمریکا
اصل اول قانون اساسی ایالات متحده قدرت‌های کنگره، شاخه تقنینی دولت فدرال را بیان‌می‌کند. این اصل، قدرت‌ها و محدودیت‌هایی را بر کنگره اعمال می‌کند، که از یک مجلس نمایندگان، که در آن هر ایالت بسته به جمعیتش نماینده دارد، و یک سنا که از دو سناتور از هر ایالت تشکیل می‌شود تشکیل‌می‌شود. این اصل، شیوهٔ انتخابات و صلاحیت‌های اعضای هر یک از مجالس را تشریح‌می‌کند. این اصل رویهٔ تقنینی را ترسیم کرده قدرت‌های شاخه تقنینی را برمی‌شمرد. نهایتاً محدودیت‌هایی را بر قدرت‌های کنگره و ایالات اعمال‌می‌کند.

## بخش نخست: قدرت قانونگذاری در اختیار کنگره است
همه اختیارات قانون گذاری داده شده در این قانون اساسی به کنگره ایالات متحده، شامل مجلس سنا و مجلس نمایندگان واگذار می‌شود.

## بخش دوم: مجلس نمایندگان
1. ترکیب و انتخاب اعضا: مجلس نمایندگان متشکل از اعضایی است که توسط مردم ایالت‌های مختلف هر دو سال یکبار انتخاب می‌شوند. رأی دهندگان هر ایالت باید واجد شرایط لازمه برای رأی دادن در انتخابات پر جمعیت‌ترین مجلس قانون گذاری آن ایالت باشند. افتتاحیه یکصد و دوازدهمین کنگره در مجلس نمایندگان، ۵ ژانویه ۲۰۱۱

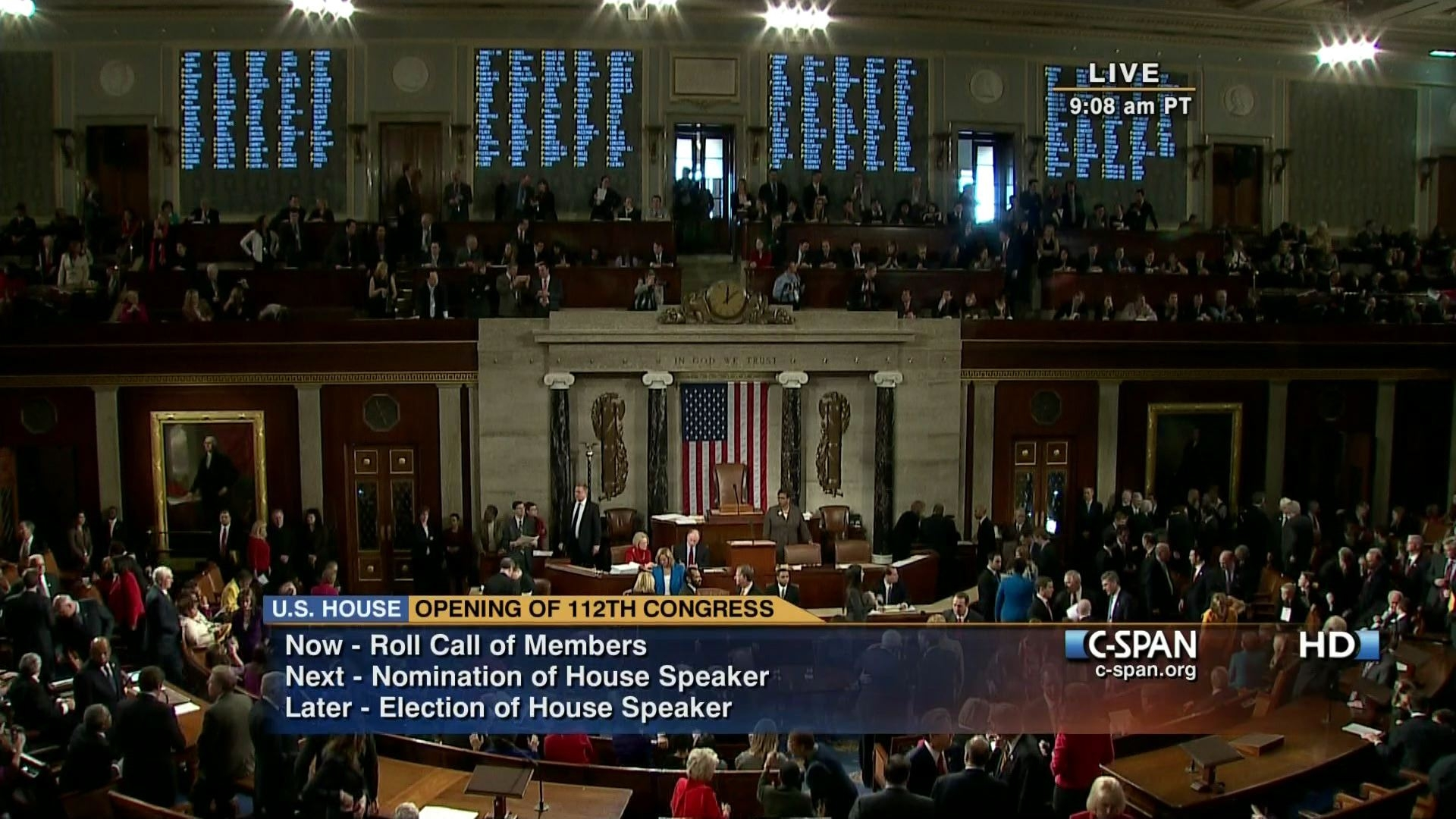
افتتاحیه یکصد و دوازدهمین کنگره در مجلس نمایندگان، ۵ ژانویه ۲۰۱۱

2. صلاحیت اعضا: هیچ‌کس تا زمانی که به سن بیست و پنج سالگی نرسیده و هفت سال تبعه ایالات متحده نبوده و در زمان انتخاب مقیم ایالتی نباشد که از آن جا انتخاب می‌گردد، نمی‌تواند نماینده مجلس شود.
3. تقسیم نمایندگان و مالیات: تعداد نمایندگان و میزان مالیاتهای مستقیم ایالتهایی که به این اتحادیه ملحق می‌شوند بر حسب تعداد جمعیت آنها تعیین می‌شود. تعداد جمعیت با افزودن سه پنجم سایر افراد به کل افراد آزاد معین می‌شود افراد آزاد شامل کسانی است که برای یک دوره چند ساله تعهد خدمت داشته باشند ولی سرخ پوستان معاف از مالیات را در بر نمی‌گیرد اولین سرشماری ظرف سه سال پس از نخستین نشست کنگره ایالات متحده و سپس هر درسال یک بار به شیوه ای انجام خواهد شد که کنگره از راه قانون تعیین می‌کند شمار نمایندگان نباید از بیش از یک نفر برای هر سی هزار نفر تجاوز کند اما هر ایالتی باید دست کم یک نماینده داشته باشد؛ و تا زمان انجام سرشماری مزبور هر یک از ایالتها به تعداد ذیل نماینده انتخاب می‌کنند ایالت نیوهمشایر سه نماینده؛ ماساچوست هشت نماینده؛ ماساچوست هشت نماینده؛ رود آیلند و توابع یک نماینده؛ کانکتیکات، پنج نماینده؛ نیویورک شش نماینده؛ نیوجرسی چهار نماینده؛ پنسیلوانیا هشت نماینده؛ دلور، یک نماینده؛ مریلند شش نماینده؛ ویرجینیا ده نماینده؛ کارولینای شمالی پنج نماینده؛ کارولینای جنوبی پنج نماینده؛ و جرجیا سه نماینده؛
4. جای خالی: در صورت خالی ماندن کرسیهای نمایندگی هر ایالتی بالاترین مقام اجرایی آن ایالت با صدور فرمان جای خالی را تا انتخابات بعدی پر می‌کند.
5. سخنران و سایر افسران. استیضاح: مجلس نمایندگان رئیس و سایر مقامات خود را انتخاب می‌کند و اختیار استیضاح را به‌طور انحصاری دارا است.[۱]

## بخش سوم: سنا

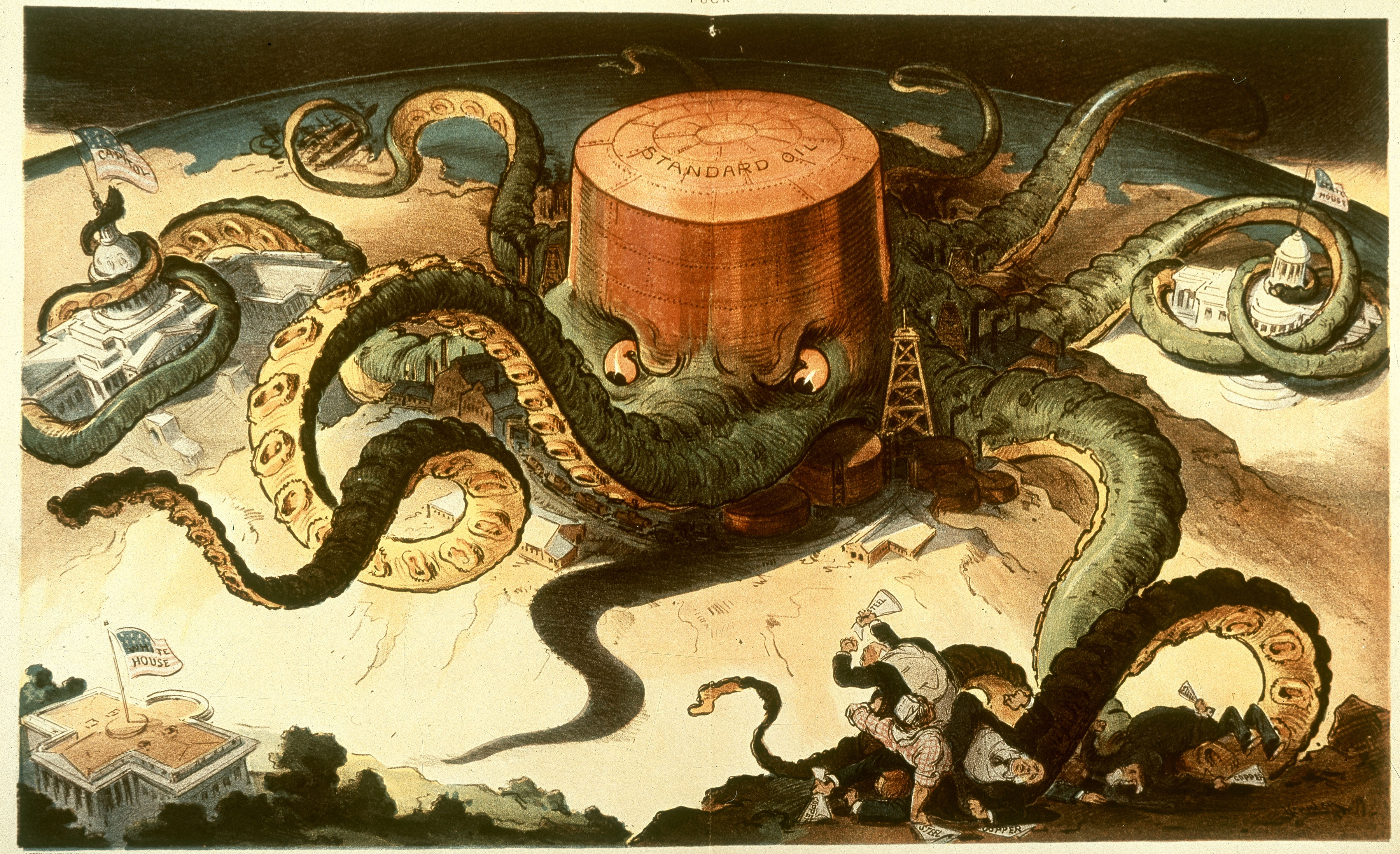
انحصارات عصر طلایی دیگر نمی‌توانستند با فاسد کردن مجالس ایالتی (راست) سنای ایالات متحده (سمت چپ) را کنترل کنند.

1. ترکیب و انتخاب سناتورها: سنای ایالات متحده متشکل است از دو سناتور از هر ایالت که مجلس قانون گذاری آن ایالت برای مدت شش سال انتخاب می‌کند و هر سناتور دارای یک رأی است.
2. طبقه‌بندی سناتورها؛ جای خالی: پس از نخستین انتخابات سنا و تشکیل آن سناتورها مستقیماً به سه گروه تا حد ممکن مساوی تقسیم می‌شوند کرسی سناتورهای گروه اول باید در پایان سال دوم خالی شود، کرسی گروه دوم در پایان سال چهارم و کرسی گروه سوم در پایان سال ششم، به طوری که به توان هر دو سال یک بار یک سوم نمایندگان را انتخاب کرد؛ و چنانچه در تعطیلی مجلس قانون گذاری ایالتی کرسی سناتور هر ایالتی به دلیل کناره‌گیری یا هر علت دیگری خالی شود، رئیس قوه مجریه آن ایالت می‌تواند تا تشکیل جلسه بعدی قانون گذاران ایالتی جایگزینی برای کرسی خالی انتخاب کند.
3. صلاحیت سناتورها: هیچ فردی نمی‌تواند قبل از رسیدن به سن سی سالگی و بدون داشتن سابقه ۹ سال شهروندی ایالات متحده و بدون سکونت در ایالتی که او را انتخاب می‌کند به مقام سناتوری انتخاب گردد.
4. معاون رئیس‌جمهور به عنوان رئیس مجلس سنا: معاون رئیس‌جمهوری ایالات متحده ریاست سنا را برعهده دارد، اما حق رأی نخواهد داشت مگر زمانی که در رأی‌گیری دربارهٔ لایحه ای تعداد آرای موافق و مخالف مساوی باشد. محاکمه استیضاح پرزیدنت کلینتون در سال ۱۹۹۹ با ریاست قاضی ارشد ویلیام رنکویست

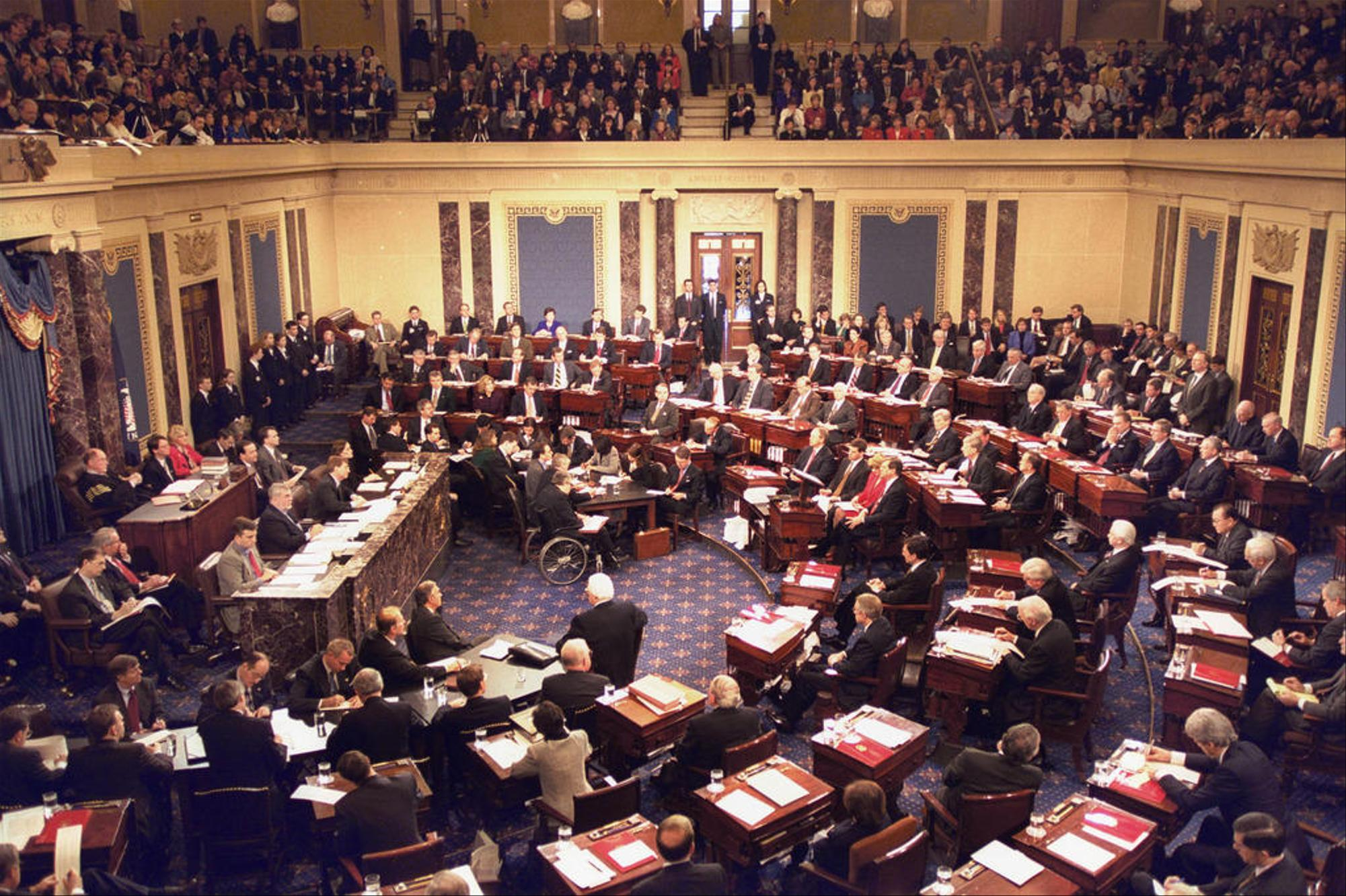
محاکمه استیضاح پرزیدنت کلینتون در سال ۱۹۹۹ با ریاست قاضی ارشد ویلیام رنکویست

5. رئیس موقت و سایر افسران: سنا سایر مقامات خود و نیز یک نفر رئیس موقت را در زمان غیبت معاون رئیس‌جمهوری یا زمانی که وی به جای رئیس‌جمهوری ایالات متحده انجام وظیفه می‌کند، انتخاب خواهد نمود.
6. محاکمه استیضاح: سنا به تنهایی اختیار برگزاری محاکمه جرایم مقامات حکومتی در استیضاح را داراست. هنگامی که سنا بدین منظور تشکیل جلسه می‌دهد اعضا باید سوگند یاد نمایند یا رسماً اظهار کنند که جز حقیقت نگویند هرگاه رئیس‌جمهوری ایالات متحده مورد استیضاح واقع شود، رئیس دیوان عالی کشور ریاست مجلس را بر عهده می‌گیرد هیچ‌کس را نمی‌توان مجرم شناخت مگر آن که دو سوم نمایندگان حاضر در این مورد اتفاق نظر داشته باشند.
7. قضاوت در موارد استیضاح؛ مجازات بر اساس محکومیت: قضاوت و حکم صادره در مورد اعلام جرم علیه مقام‌های دولتی فراتر از حدود عزل از سمت و سلب صلاحیت از هرگونه سمت افتخاری یا مسئولیت تعهد آور یا انتفاعی در ایالات متحده نخواهد بود؛ با این حال کسی که محکوم می‌شود می‌تواند مطابق قانون مدنی تحت پیگرد محاکمه محکومیت و مجازات قرار گیرد.[۱]

## بخش چهارم
1. زمان و مکان و نحوه برگزاری انتخابات: قوه مقننه هر ایالت زمانها، مکانها و شیوه برگزاری انتخابات سناتورها و نمایندگان مجلس را مشخص خواهد کرد؛ ولی کنگره در هر زمان با توجه به قانون می‌تواند این مقررات را مگر در مورد مکانهای انتخاب سناتورها، تغییر دهد.
2. جلسات کنگره: کنگره باید دستکم یکبار در سال در نخستین دوشنبه دسامبر تشکیل جلسه دهد مگر آن که نمایندگان به موجب قانون روز دیگری را برای این منظور تعیین کنند.[۱]

## بخش پنجم
1. قضاوت انتخاباتی؛ حد نصاب: هر یک از دو مجلس داور انتخابات شمارش تعداد آرا و شرایط صلاحیت اعضای خود خواهد بود و جلسات هر یک با حضور اکثریت اعضای آن رسمیت می‌یابد؛ اما در صورت به حد نصاب نرسیدن تعداد حضار جلسه به روز دیگری موکول خواهد شد و هر یک از مجلس‌ها مجاز خواهد بود حضور اعضای غایب را به شیوه و با تنبیهاتی الزامی سازد که خود تعیین می‌کند.
2. قوانین: هر یک از دو مجلس می‌تواند آیین‌نامه داخلی خود را تنظیم، اعضای خود را به دلیل بی انضباطی تنبیه و با اتفاق نظر دو سوم نمایندگان عضوی را اخراج نماید.
3. پرونده رسیدگی: هر یک از دو مجلس مشروح مذاکرات خود را در گزارش روزانه ای تنظیم و هر از چندگاه آن را منتشر و مذاکراتی را که محرمانه بودنش ضروری باشد از انتشار مستثنی می‌کند. آرای مثبت و منفی نمایندگان هر مجلس در زمینه مسائل مختلف باید با تمایل یک پنجم اعضای حاضر در گزارش روزانه درج گردد.
4. تعویق: در مدت تشکیل جلسات کنگره هیچ‌یک از دو مجلس نباید بدون موافقت دیگری، تشکیل جلسه را بیش از سه روز به تعویق اندازد یا به مکان دیگری غیر از محلی که برای دو مجلس مقرر شده منتقل نماید.[۱]

## بخش ششم
1. جبران خسارت و حمایت قانونی: سناتورها و نمایندگان کنگره در ازای خدمتشان حقوق و مزایایی را که قانون تعیین می‌کند و از محل خزانه داری ایالات متحده پرداخت می‌شود دریافت می‌نمایند. آنها در زمان شرکت در نشستهای مجلس مربوطه در زمان رفت و آمد به مجلس، در کلیه دعاوی بجز خیانت جنایت و اخلال در نظم عمومی از بازداشت مصون خواهند بود؛ و برای هرگونه بحثی یا سخنرانی که در هر یک از دو مجلس ایراد نمایند در هیچ مکان دیگری نباید مؤاخذه شوند.
2. استقلال از قوه مجریه: هیچ سناتور یا نماینده کنگره ای طی دوره نمایندگی خود نباید به مقامی دولتی منصوب شود که در زمان تصدی مقام نمایندگی وی در دستگاه حاکمه ایالات متحده، ایجاد یا موجب افزایش حقوق و مزایای آن در طی دوره مزبور گردیده است. شخصی که در ایالات متحده دارای سمت دولتی باشد نباید تا زمانی که تصدی سمت فوق را داراست به عضویت هیچ‌یک از دو مجلس در آید.[۱]

## بخش هفتم
1. صورتحساب درآمد: کلیه لوایح برای ایجاد درآمد ابتدا در مجلس نمایندگان تصویب می‌شود؛ ولی سنا می‌تواند همانند سایر لوایح در مورد آنها اصلاحاتی را پیشنهاد یا با اصلاحات موافقت نماید.
2. از لایحه تا قانون: هر لایحه ای که به تصویب مجلس نمایندگان و سنا برسد پیش از آن که به صورت قانون درآید، باید تقدیم رئیس‌جمهوری ایالات متحده گردد. رئیس‌جمهوری در صورت تأیید آن را امضا و در صورت عدم تأیید با ذکر دلایل مخالفت آن را به مجلسی که لایحه در آن تصویب شده ارجاع خواهد داد و مجلس مزبور ضمن درج موردهای مخالفت در گزارش روزانه خود در لایحه تجدید نظر خواهد کرد. چنانچه بعد از تجدید نظر فوق لایحه با رأی دوسوم اعضا تصویب شود همراه با موردهای مخالفت به مجلس دیگر ارسال خواهد شد تا به روشی مشابه آن را بررسی نماید و در صورت تأیید دو سوم اعضای مجلس مزبور به صورت قانون در خواهد آمد. ولی در همه این موردها آرای هر دو مجلس به صورت «آری» و «نه» مشخص خواهد شد و اسامی موافقان و مخالفان لایحه در هر یک از دو مجلس در گزارش روزانه آن مجلس به ثبت خواهد رسید. اگر لایحه ای پس از ارائه به رئیس‌جمهوری ظرف مدت ده روز (بدون احتساب یکشنبه‌ها) توسط وی اعاده نگردد، لایحه امضا شده تلقی و به صورت قانون در خواهد آمد، مگر این که کنگره در تعطیلی از ارجاع آن امتناع ورزد که در این حالت لایحه به صورت قانون در نخواهد آمد.
3. تصمیمات: هرگونه فرمان مصوبه یا رأی که نیاز به نظر موافق سنا و مجلس نمایندگان داشته باشد بجز مسئله تعطیلات باید به رئیس‌جمهوری ایالات متحده ارائه گردد و قبل از اجرا باید توسط وی تأیید شود یا در صورت عدم موافقت وی با رأی دو سوم اعضای سنا و مجلس نمایندگان مطابق قوانین و حدودی که در مورد لوایح تعیین شده می‌توان لایحه را دوباره بررسی و تصویب کرد.[۱]

## بخش هشتم
اختیارات برشمرده شده:
کنگره دارای اختیارهای ذیل است:

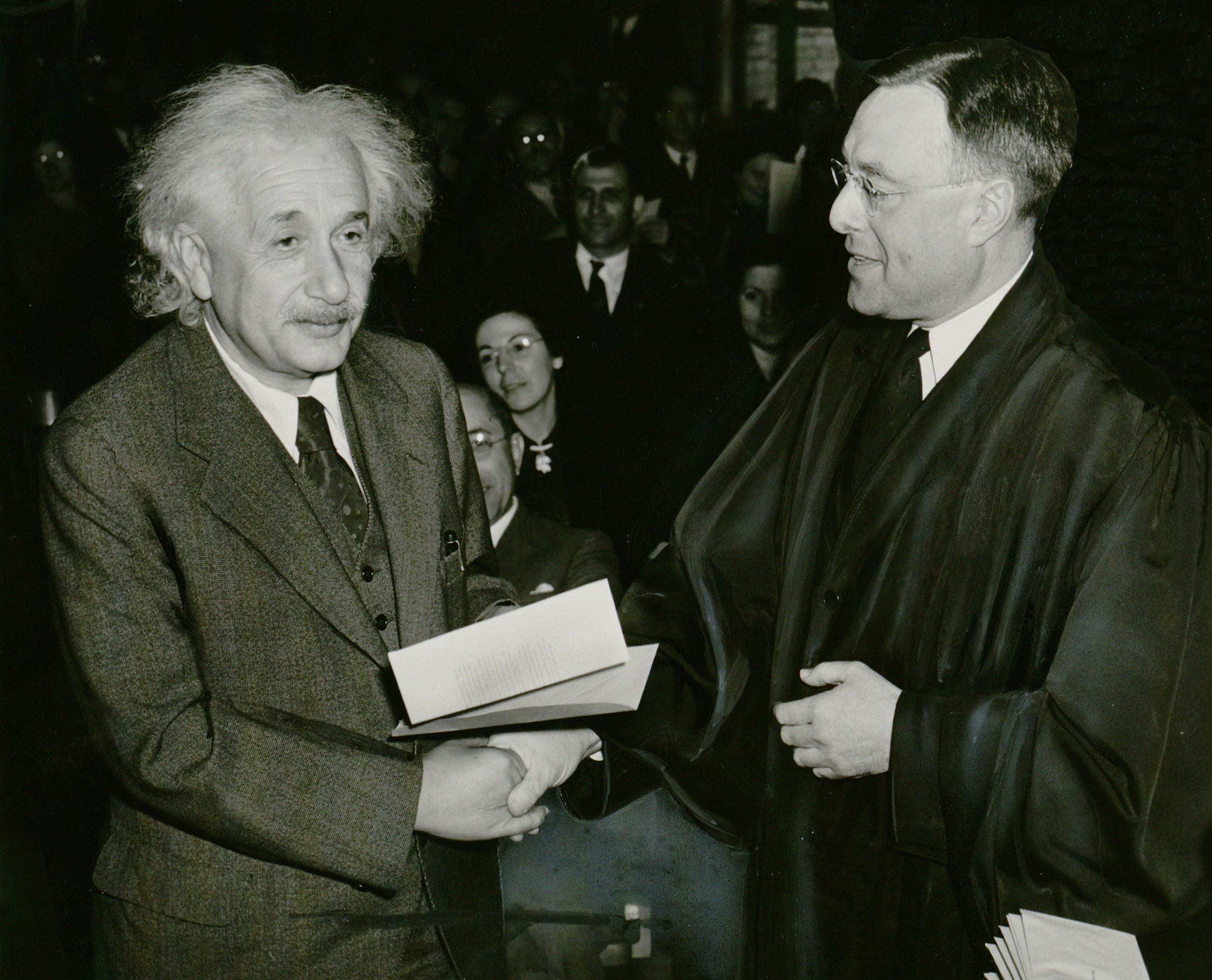
شهروند تازه تابعیت آلبرت انیشتین گواهی شهروندی آمریکایی خود را از قاضی فیلیپ فورمن در ۱ اکتبر ۱۹۴۰ دریافت کرد.

1. بند رفاه عمومی: وضع و وصول مالیاتها عوارض گمرکی تعرفه‌ها مالیاتهای غیر مستقیم پرداخت بدهی‌ها و تأمین دفاع مشترک و رفاه عمومی ایالات متحده اما کلیه عوارض گمرکی تعرفه‌ها و مالیات‌های غیر مستقیم می‌باید در سراسر ایالات متحده یکسان باشد.
2. قدرت استقراض: دریافت وام با استفاده از اعتبار ایالات متحده
3. تجارت: تنظیم تجارت با کشورهای خارجی تجارت میان ایالتهای مختلف و تجارت با قبایل بومی[۲]
4. وضع مقررات یک دستی برای تابعیت و وضع قوانین یک دست در مورد ورشکستگی در سراسر ایالات متحده
5. انتشار پول تنظیم ارزش آن و ارزش پول خارجی و تعیین معیارهای وزن و اندازه‌گیری
6. تعیین مجازات جعل اوراق بهادار و پول رایج ایالات متحدهدر دهه ۱۹۳۰، چارلز کوفلین فاشیست آمریکایی، از کنگره خواست تا کنترل عرضه پول را به دست بگیرد.[۳]

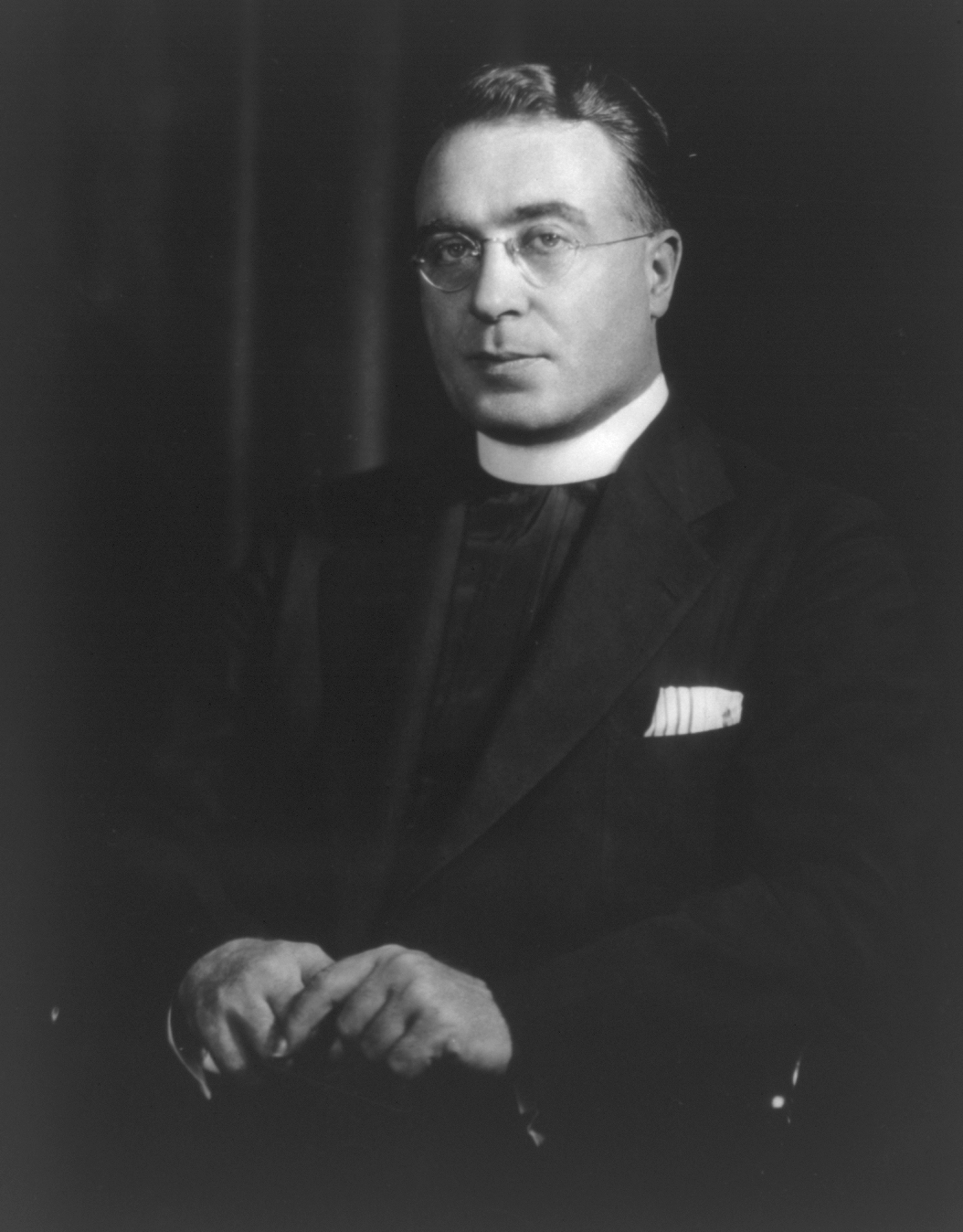
در دهه ۱۹۳۰، چارلز کوفلین فاشیست آمریکایی، از کنگره خواست تا کنترل عرضه پول را به دست بگیرد.

7. تأسیس ادارات پستی و ایجاد راه‌های مراسلاتی
8. تشویق پیشرفت علم و هنرهای سودمند از راه محفوظ نگاه داشتن حق انحصاری برای تألیفات و اختراعات نویسندگان و مخترعان برای مدت زمانی محدود
9. تشکیل دادگاه‌های تابع دیوان عالی کشور
10. بند جرایم علیه قانون ملل: تعریف جرایم دریایی و مجازات دزدیهای دریایی و جنایات ارتکابی در دریاهای آزاد و جرایم بر علیه حقوق ملل
11. اعلان جنگ صدور مجوز اقدام مقابله به مثل و وضع قوانین مربوط به متصرفات زمینی و دریایی
12. تشکیل ارتش و حمایت از آن اختصاص هرگونه اعتبار به منظور استفاده در این زمینه برای بیش از یک دوره دو ساله مجاز نخواهد بود.
13. تشکیل و نگهداری نیروی دریاییکنگره اجازه هزینه‌های دفاعی مانند خرید USS Bon Homme Richard را می‌دهد.

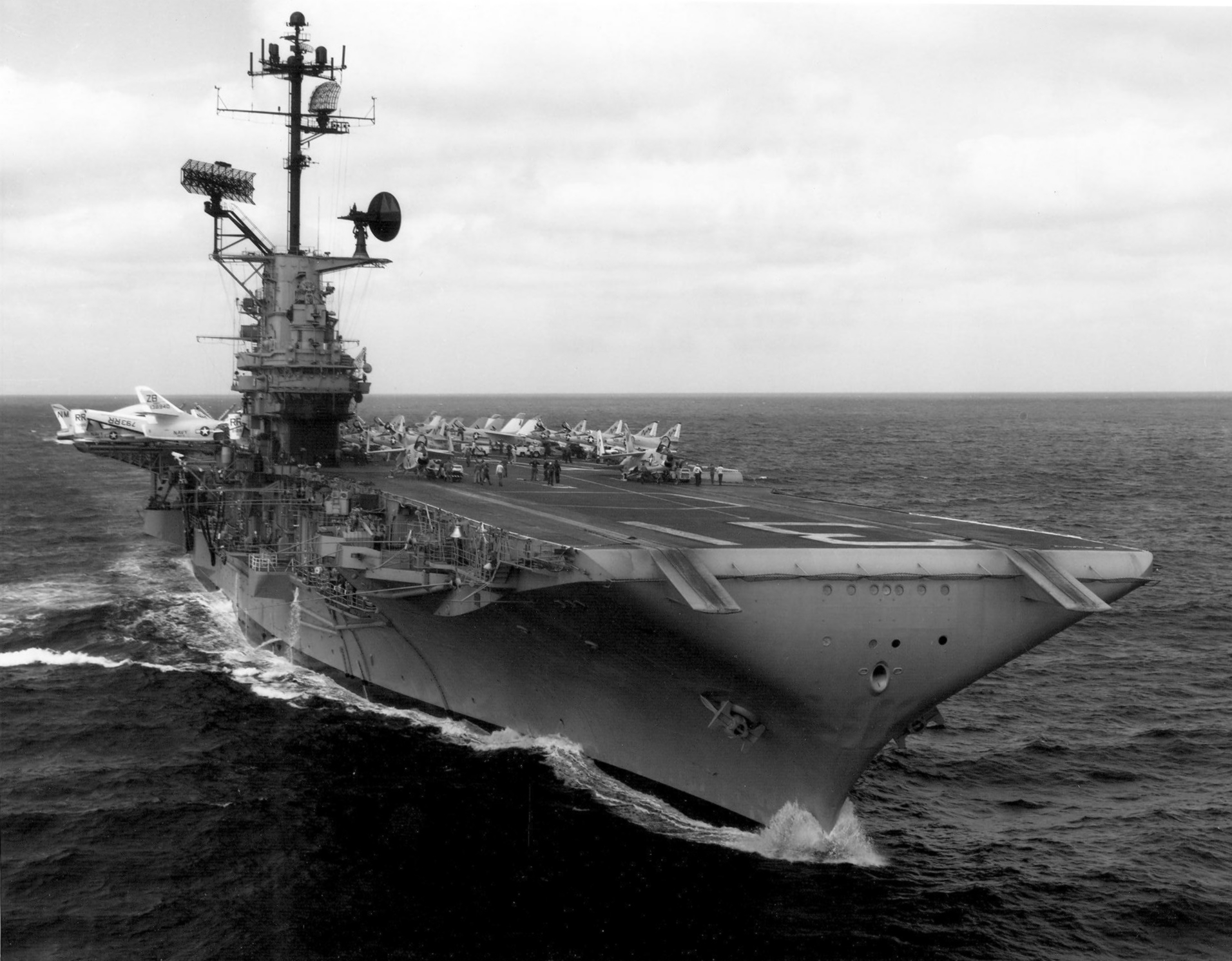
کنگره اجازه هزینه‌های دفاعی مانند خرید USS Bon Homme Richard را می‌دهد.

14. وضع مقررات برای تنظیم و اداره نیروهای زمینی و دریایی
15. تهیه مقدمات فراخوانی نیروهای مردمی میلیشیا برای اجرای قوانین اتحادیه سرکوب شورشها و دفع تهاجمات
16. تأمین سامان دهی تسلیح و تنظیم نیروهای شبه نظامی (میلیشیا) و فرماندهی بخشی از آنان که به خدمت ایالات متحده در می‌آیند؛ اختیار نصب افسران و آموزش شبه نظامیان برای ایالت‌ها طبق قواعد انضباطی مقرر از سوی کنگره محفوظ است.

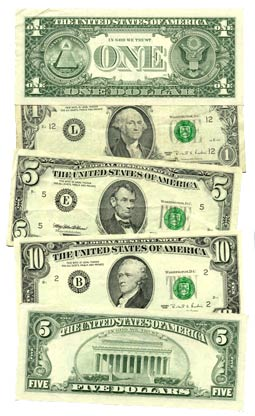
«قدرت کیف پول» کنگره اجازه مالیات بر شهروندان، خرج کردن پول، انتشار اسکناس و ضرب سکه را می‌دهد.

17. «قدرت کیف پول» کنگره اجازه مالیات بر شهروندان، خرج کردن پول، انتشار اسکناس و ضرب سکه را می‌دهد.اعمال قانون گذاری انحصاری در همه موردها برای منطقه ای با مساحت حداکثر یکصد مایل مربع[۴]) که با واگذاری ایالتهایی خاص و پذیرش کنگره می‌تواند مقر حکومت ایالات متحده گردد؛ و نیز اعمال اختیارات مشابه در مورد مکانهایی که با موافقت مجالس قانون گذاری ایالتی برای ایجاد استحکامات زرادخانه مخازن کارخانه‌های کشتی سازی و سایر تأسیسات مورد نیاز در آن ایالت خریداری می‌شوند.
18. اختیارات ضمنی کنگره (ضروری و مناسب): تدوین همه قوانین ضروری و مقتضی برای اعمال اختیارات آینده و سایر اختیاراتی که به موجب این قانون اساسی به حکومت ایالات متحده یا هر وزارت خانه یا دستگاه اجرایی یا مقام آن واگذار شده است.[۱]

## بخش نهم: محدودیت‌های قدرت فدرال
1. تجارت برده: کنگره نباید مهاجرت یا واردات افرادی را که هر یک از ایالت‌های فعلی خواستار پذیرش آنان است تا قبل از سال یک هزار و هشتصد و هشت ممنوع نماید، اما می‌تواند برای این گونه واردات مالیات یا عوارض گمرکی به میزان حداکثر تا ده دلار مقرر سازد.
2. حمایت‌های مدنی و قانونی: حق حکم احضار به دادگاه به حالت تعلیق در نمی‌آید مگر در موردهای فتنه یا تهاجم بیگانه که امنیت عمومی آن را ایجاب کند.
3. حمایت‌های مدنی و قانونی: هیچگونه لایحه ای دایر بر مجازات افراد بدون محاکمه یا قانونی که عطف به ماسبق گردد تصویب نمی‌شود. جان مارشال، قاضی ارشد، تفسیر وسیعی از بند بازرگانی ارائه کرد.

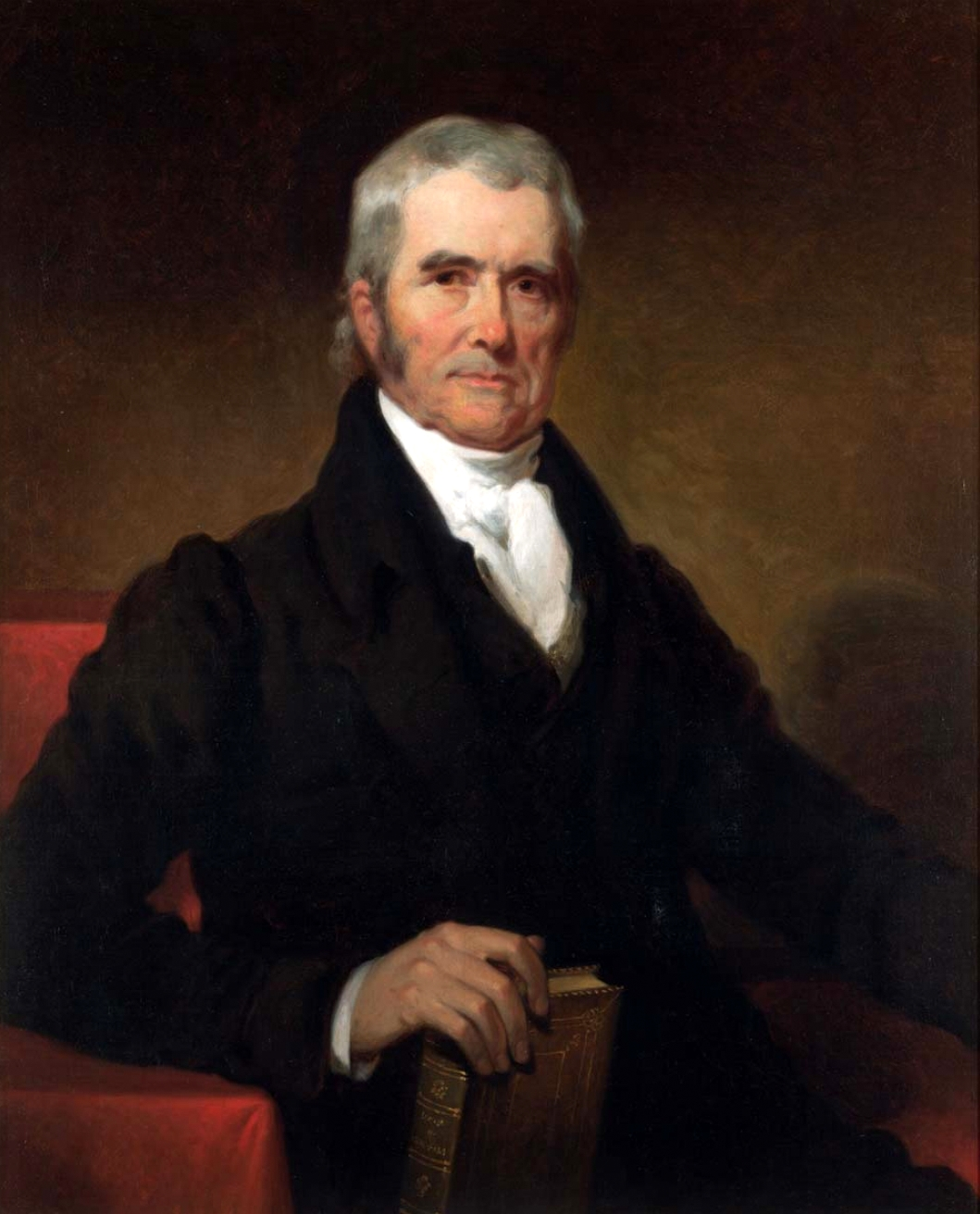
جان مارشال، قاضی ارشد، تفسیر وسیعی از بند بازرگانی ارائه کرد.

4. تقسیم مالیات‌های مستقیم: هیچ گونه مالیات سرانه یا مالیات مستقیم دیگری نباید وضع شود مگر آن که متناسب با آمارگیری یا سرشماری پیش‌بینی شده در این قانون باشد.[۵]
5. تقسیم مالیات‌های مستقیم: هیچ گونه مالیات یا عوارضی گمرکی بر کالاهای صادراتی هیچ‌یک از ایالت‌ها وضع نخواهد شد.
6. تقسیم مالیات‌های مستقیم: مقررات بازرگانی یا مالیاتی بندرها نباید هیچ امتیازی را برای یک ایالت نسبت به ایالت‌های دیگر قائل شود کشتیهایی که عازم ایالتی هستند یا از آن مبدأ به راه می‌افتند، مجبور به ورود یا ترخیص یا پرداخت عوارض در بندری دیگر نیستند.
7. تقسیم مالیات‌های مستقیم: هیچگونه پولی از خزانه داری برداشت نخواهد شد مگر بر اساس اعتباراتی که قانون معین می‌کند؛ و اظهار نامه‌ها و صورت حساب دریافت و پرداخت کلیه وجوه دولتی باید به‌طور منظم و هر از چندگاه منتشر شود.
8. القاب اشرافی: ایالات متحده هیچ گونه عنوان اشرافی اعطا نمی‌کند هر کسی که در ایالات متحده دارای سمت رسمی تعهد آور یا امانی باشد نمی‌تواند بدون رضایت کنگره هیچ گونه هدیه، مقرری، سمت یا عنوانی را از هیچ پادشاه شاهزاده یا دولت بیگانه بپذیرد.[۱]

## بخش دهم: محدودیت‌ها بر ایالات‌ها
1. قرارداد: هیچ ایالتی نمی‌تواند به معاهده اتحادیه یا کنفدراسیون دیگری ملحق شود، ضبط اموال بیگانگان یا اقدامات تلافی جویانه دیگری را مجاز بشمارد به ضرب سکه مبادرت ورزد، اوراق بهادار انتشار دهد و بجز طلا و نقره از مسکوکات دیگری برای پرداخت بدهی‌هایش استفاده کند. همچنین هیچ گونه لایحه محرومیت از حقوق مدنی بدون محاکمه یا قانونی که عطف به ماسبق شود یا قانونی که به تعهدات قراردادی لطمه وارد آورد به تصویب رساند، یا هرگونه عناوین اشرافی اعطا کند.
2. واردات و صادرات: هیچ‌یک از ایالتها نمی‌تواند بدون موافقت کنگره هیچگونه تعرفه یا عوارض گمرکی بر واردات و صادرات وضع نماید مگر در موردهایی که برای اجرای قوانین بازرسی آن ایالت کاملاً ضروری باشد. سود خالص کلیه عوارض گمرکی و تعرفه‌هایی که هر یک از ایالت‌ها بر واردات یا صادرات وضع می‌نمایند باید از طریق خزانه داری ایالات متحده به مصرف برسد. کنگره می‌تواند همه این قوانین را بازنگری و بر آنها نظارت کند.
3. فشرده: هیچ ایالتی نباید بدون موافقت کنگره عوارض یا مالیاتی وضع نماید در زمان صلح قوای حربیه یا کشتی جنگی تهیه ببیند با ایالت یا کشور دیگری وارد معاهده ای شود یا قراردادی ببندد یا در جنگی درگیر شود مگر آن که عملاً مورد تهاجم قرار گرفته یا در معرض خطر قریب‌الوقوع حمله ای واقع شود که درنگ در برابر آن جایز نباشد.[۱]